# Nierówność Czebyszewa-Bienayme
Nierówność Czebyszewa-Bienaymé podaje górne ograniczenie prawdopodobieństwa zdarzenia, że wartość zmiennej losowej ze skończoną wariancją leży poza pewnym przedziałem wokół jej wartości oczekiwanej.
Nierówność ta jest prawdziwa niezależnie od rozkładu zmiennej losowej, jest więc bardzo ogólnym ograniczeniem. Dla konkretnych rozkładów (np. rozkładu normalnego) można podać znacznie lepsze ograniczenia.
Nierówność Czebyszewa-Bienaymé wynika bezpośrednio z nierówności Czebyszewa.

## Twierdzenie
Dla każdej zmiennej losowej {\displaystyle X} o wartości oczekiwanej {\displaystyle E(X)} i skończonej wariancji {\displaystyle D^{2}X=E(X-E(X))^{2}} i dla każdego {\displaystyle \varepsilon >0}
{\displaystyle P\left(\left|X-E(X)\right|\geqslant \varepsilon \right)\leqslant {\frac {D^{2}X}{\varepsilon ^{2}}}.}

## Dowód
Nierówność Czebyszewa-Bienayme wynika bezpośrednio z podstawienia w Nierówności Czebyszewa {\displaystyle \left|X-E(X)\right|^{2}} zamiast {\displaystyle X} oraz {\displaystyle \varepsilon ^{2}} zamiast {\displaystyle \varepsilon ,} której to nierówności dowód jest podany w dotyczącym jej artykule.
Jest tak, ponieważ {\displaystyle \left|X-E(X)\right|^{2}\geqslant \varepsilon ^{2}\iff \left|X-E(X)\right|\geqslant \varepsilon ,} oraz z definicji {\displaystyle D^{2}X.}